# Dolna Malina
Dolna Malina (bulgariska: Долна Малина) är ett distrikt i Bulgarien.   Det ligger i kommunen Obsjtina Gorna Malina och regionen Sofijska oblast, i den västra delen av landet, 28 km öster om huvudstaden Sofia.
Trakten runt Dolna Malina består till största delen av jordbruksmark. Runt Dolna Malina är det ganska glesbefolkat, med 28 invånare per kvadratkilometer.